# Jersika
Jersika (în germană Zargrad). Centrul istoric al Latgaliei,al Principatulului Jersika (1190-1239), acum sat mediu în municipiul Līvāni, Letonia.
În 1209, Arhiepiscopul de Riga, Albrecht von Buxthoeven supune Jersika și arde castelul de lemn din oraș. Pământurile Jersika trec sub subordonarea arhiepiscopului. Curând castelul din Jersika a fost restaurat. În 1224 orașul trece sub controlul Ordinului livonian.

## Legături externe
- pl Carogród în Dicționarul geografic al Regatului Poloniei și al altor țări slave, volum I (Aa — Dereneczna) anul 1880

- pl Carogród în Dicționarul geografic al Regatului Poloniei și al altor țări slave, volum XV, p. 1 (Abablewo — Januszowo) 1900